# Revoluția Iraniană

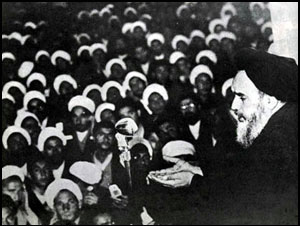
Khomeini ținând discurs împotriva șahului în 1964

Revoluția Iraniană sau Revoluția Islamică din 1979 (persană: انقلاب اسلامی, Enghelābe Eslāmi sau انقلاب بیست و دو بهمن) se referă la evenimentele care au dus la răsturnarea monarhiei iraniene (dinastia Pahlavi) (detronarea șahului Reza Pahlavi) și înlocuirea formei de guvernământ cu o republică islamică condusă de Ayatollahul Ruhollah Khomeini, conducătorul uneia dintre fracțiunile revoluției.
Revoluția a fost susținută de diferite organizații de stânga și islamiste.

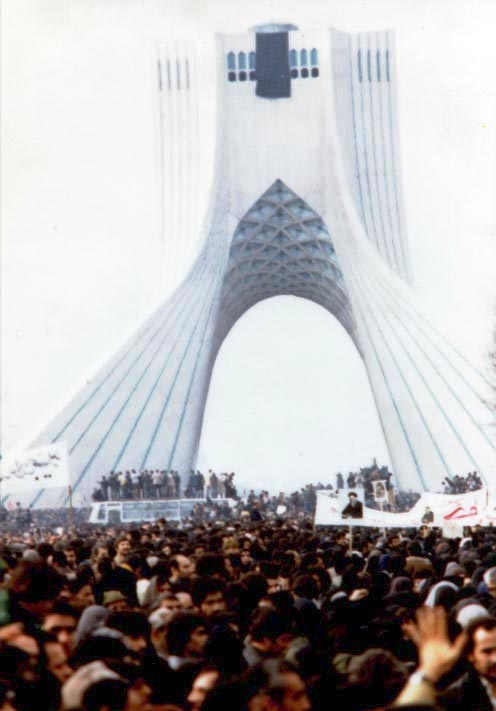
Protestatari în Piața Libertății din Teheran, februarie 1979

După Lovitura de stat din Iran din 1953, Pahlavi se aliniase cu Statele Unite și Blocul capitalist pentru a guverna mai ferm, ca monarh absolut. S-a bazat foarte mult pe sprijinul Statelor Unite pentru a păstra puterea pe care a deținut-o încă 26 de ani. Acest lucru a dus la Revoluția Albă din 1963 și la arestarea și exilul Ayatollahului Ruhollah Khomeini în 1964. În mijlocul tensiunilor masive dintre Khomeini și șah, demonstrațiile au început în octombrie 1977, dezvoltându-se într-o campanie de rezistență civilă care a inclus atât elemente laice, cât și religioase.
Protestele s-au intensificat rapid în 1978, ca urmare a incendierii cinematografului Rex, care este considerat declanșatorul revoluției.
La 16 ianuarie 1979, șahul a fugit din Iran în exil ca ultimul monarh persan, lăsându-și atribuțiile unui consiliu de regență și lui Shapour Bakhtiar, care era prim-ministru din opoziție. Ayatollahul Khomeini a fost invitat înapoi în Iran de către guvern, și s-a întors la Teheran fiind salutat de câteva mii de iranieni. Monarhia s-a prăbușit la scurt timp după, pe 11 februarie, când gherilele și trupele rebele au copleșit trupele loiale șahului în lupte armate de stradă, aducându-l oficial pe Khomeini la putere. Iranul a votat prin referendum național să devină republică islamică la 1 aprilie 1979 și să formuleze și să aprobe o nouă constituție teocratic-republicană  prin care Khomeini a devenit liderul suprem al țării în decembrie 1979.
Revoluția a fost neobișnuită pentru surpriza pe care a creat-o în întreaga lume. Nu au lipsit multe dintre cauzele obișnuite ale revoluției (înfrângerea în război, o criză financiară, rebeliune țărănească sau armată nemulțumită);  a avut loc într-o națiune care se confrunta cu o prosperitate relativă;  a produs schimbări profunde în mare măsură, viteza cu care a avut loc, a dus la exilul multor iranieni; și a înlocuit o monarhie absolută pro-occidentală cu o teocrație anti-occidentală bazată pe conceptul de velayat-e faqih (sau Tutela juriștilor islamici). În plus față de acestea, revoluția a avut ca scop o renaștere globală șiită și dezrădăcinarea hegemoniei sunnite.

## Context (1891–1977)

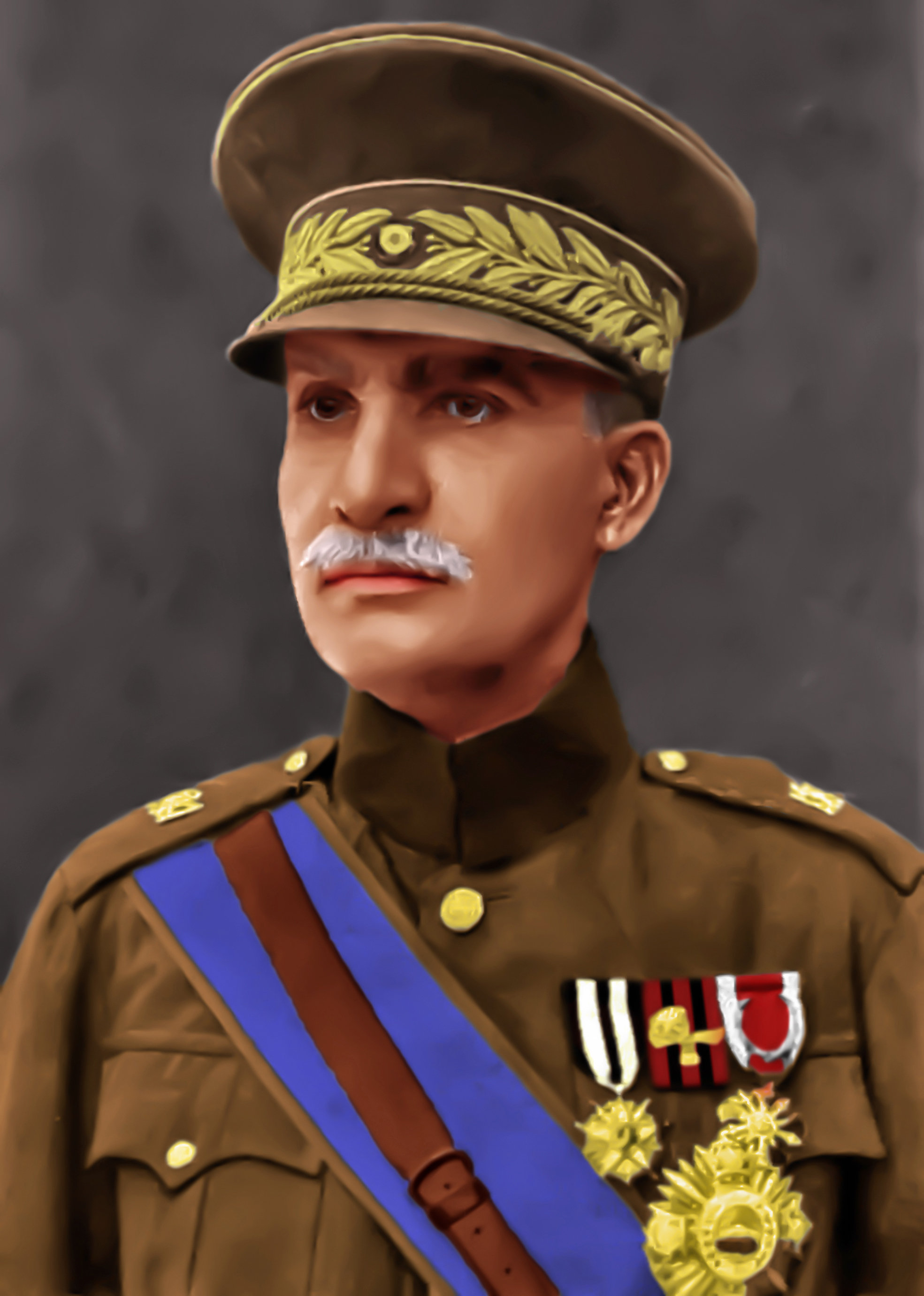
Șahul Reza Pahlavi

Atunci când Reza Pahlavi a preluat puterea în Iran în 1925, el s-a angajat într-o politică de reformă amplă, similară celui făcut de modelul său, Mustafa Kemal Atatürk, care includea și secularizarea violentă a țării. După răsturnarea domnitorului dictatorial în 1941, fiul său, Mohammad Reza Pahlavi, a mers pe o cale similară, după ce și-a putut stabiliza puterea în 1953 odată cu răsturnarea cu ajutor american al carismaticul prim-ministru Mohammad Mosaddegh. Șahul, care și-a reînviat puternic opoziția și a reînviat o tradiție persană anacronică, a devenit un aliat important al Statelor Unite și al Israelului în timpul Războiului Rece. 
Reforma funciară din 1962, așa-numita Revoluție Albă, totuși, în loc de creșterea așteptată a popularității șahului, a provocat doar pagube grave agriculturii și milioane de țărani care și-au pierdut mijloacele de existență s-au mutat în orașele mari, în timp ce țara a fost nevoită să facă importuri de produse agricole. Deși statul a beneficiat enorm de pe urma rezervelor de petrol controlate de Occident, în momentul primei explozii a prețului petrolului, a avut ca efect doar o mică îmbunătățire a nivelului de trai din cauza măsurilor de politică economică defectuoasă și a modernizării forțate. Acest lucru a fost agravat de faptul că șahul a organizat o ceremonie fastuoasă în 1971 la ruinele Persepolisului, vechea capitală persană, pentru a sărbători cea de-a 2500-a aniversare a imperiului. Ceremonia, cunoscută și sub numele de Partida de la Persepolis, a înfuriat și mai mult populația pentru că a transformat veniturile din petrol într-un astfel de lux inutil și decadent, în loc să îmbunătățească condițiile de viață ale populației.
Revoluția iraniană a fost revoluția islamică șiită care a înlocuit monarhia seculară al șahului Mohammad Reza Pahlavi cu o teocrație condusă de ayatollahul Ruhollah Khomeini.
Cauzele sale continuă să fie subiectul dezbaterilor istorice și se crede că au provenit parțial dintr-o reacție conservatoare care se opunea eforturilor de occidentalizare, modernizare și secularizare practicat de șah, susținut de Occident, precum și dintr-o reacție mai populară la nedreptatea socială și alte neajunsuri ale vechiului regim.
Motivele invocate pentru revoluție și caracterul ei populist, naționalist și mai târziu șiit islamic includ:
1. O reacție împotriva imperialismului occidental;
2. Lovitura de stat iraniană din 1953;
3. O creștere a așteptărilor creată de creșterea excepțională a veniturilor din petrol din 1973 și dezamăgirea de mai apoi provocată de cheltuielile nesăbuite făcute șah;
4. Un program economic prea ambițios;
5. Furia din cauza unei recesiuni scurte și bruște în perioada 1977–1978; și
6. Alte neajunsuri ale regimului anterior.

Regimul șahului era considerat un regim opresiv, brutal, corupt și risipitor de către unele dintre clasele societății la acea vreme.   De asemenea, a avut de suferit din cauza unor defecțiuni funcționale de bază care au adus blocaje economice, lipsuri și inflație.
Șahul era perceput de mulți ca fiind dator – dacă nu o marionetă a – unei puteri occidentale non-musulmane (adică Statele Unite), a cărei cultură o afecta pe cea a Iranului. În același timp, sprijinul pentru șah poate să fi scăzut în rândul politicienilor și mass-media occidentale – în special sub administrația președintelui SUA Jimmy Carter – ca urmare a sprijinului șahului pentru creșterea prețului petrolului OPEC la începutul deceniului. Când președintele Carter a adoptat o politică a drepturilor omului, care spunea că țările vinovate de încălcări ale drepturilor omului vor fi private de livrări de arme sau ajutor american, acest lucru le-a oferit unor iranieni curajul de a publica scrisori deschise și petiții în speranța că represiunea guvernului s-ar putea diminua.
Revoluția care a înlocuit monarhia șahului Mohammad Reza Pahlavi cu islamul și Khomeini este atribuită în parte răspândirii versiunii șiite a renașterii islamice. Aceasta a rezistat occidentalizării și l-a văzut pe ayatollahul Khomeini călcând pe urmele imamului șiit Husayn, în timp ce șahul în rolul dușmanului lui Husayn, tiranul urât, Yazid I. Alți factori includ subestimarea mișcării islamiste a lui Khomeini atât de către domnia șahului – care le considera o amenințare minoră în comparație cu marxiștii și socialiștii islamici – cât și de către oponenții laici ai guvernului – care credeau că Khomeiniștii ar putea fi marginalizați.